# Listă de aeronave militare ale Antantei
Aceasta este o listă a aeronavelor militare din Primul Război Mondial ale Antantei organizate după țara de origine.
Traducere din limba engleză:
bomber - bombardier
experimental - în fază de experiment
fighter - avion de vânătoare 
night bomber - bombardier de noapte
patrol airship - aeronavă de patrulă
patrol blimp - aeronavă de escortă
patrol seaplane - hidroavioane
reconnaissance - recunoaștere
trainer - antrenament
training airship - antrenament
zeppelin fighter - vânător de zeppeline

## Canada
| Avion/Aeronavă          | Origine | Rol(uri)    | Primul zbor | Referințe |
| ----------------------- | ------- | ----------- | ----------- | --------- |
| Curtiss C-1 Canada      | Canada  | bombardier  | 1915        | [ 1 ]     |
| Curtiss JN-4 (Canadian) | Canada  | antrenament | 1917        | [ 2 ]     |

## Franța
| Avion/Aeronavă             | Origine | Rol(uri)             | Primul zbor | Referințe            |
| -------------------------- | ------- | -------------------- | ----------- | -------------------- |
| Astoux-Vedrines triplane   | Franța  | experimental         | 1916        | [ 3 ]                |
| Astra-Torres airship       | Franța  | aeronavă de escortă  | 1908        | [ 4 ]                |
| Astra bomber               | Franța  | bombardier           | 1916        | [ 5 ]                |
| Audenis C2                 | Franța  | avion de vânătoare   | 1916        | [ 6 ]                |
| B.A.J. IV                  | Franța  | avion de vânătoare   | 1919        | [ 7 ]                |
| Bernard AB 1               | Franța  | bombardier           | 1918        | [ 8 ]                |
| Bernard SAB C1             | Franța  | avion de vânătoare   | 1918        | [ 9 ]                |
| Blériot XI                 | Franța  | antrenament          | 1909        | [ 10 ]               |
| Blériot La Vache           | Franța  | recunoaștere         | 1912        | [ 11 ]               |
| Blériot 67                 | Franța  | bombardier           | 1916        | [ 12 ]               |
| Borel-Boccacio Type 3000   | Franța  | avion de vânătoare   | 1918        | [ 13 ]               |
| Borel hydro-monoplane      | Franța  | recunoaștere         | 1911        | [ 14 ]               |
| Borel-Odier Bo-T           | Franța  | bombardier           | 1916        | [ 15 ]               |
| Breguet AG 4               | Franța  | recunoaștere         | 1913        | [ 16 ]               |
| Breguet U2                 | Franța  | recunoaștere         | 1913        | [ 17 ]               |
| Breguet Bre.4/BUM/BLM/BAM  | Franța  | bombardier           | 1914        | [ 18 ]               |
| Breguet Bre.5/6/9/12       | Franța  | avion de vânătoare   | 1915        | [ 19 ]               |
| Breguet 11 Corsaire        | Franța  | bombardier           | 1916        | [ 20 ]               |
| Breguet 14                 | Franța  | bombardier           | 1917        | [ 21 ]               |
| Breguet 16                 | Franța  | bombardier de noapte | 1918        | [ 22 ]               |
| Breguet 17                 | Franța  | avion de vânătoare   | 1918        | [ 23 ]               |
| Caudron Type J             | Franța  | recunoaștere         | 1914        | [ 24 ]               |
| Caudron G.2                | Franța  | antrenament          | 1913        | [ 25 ]               |
| Caudron G.3                | Franța  | recunoaștere         | 1913        | [ 26 ]               |
| Caudron G.4                | Franța  | bombardier           | 1915        | [ 27 ]               |
| Caudron G.5                | Franța  | recunoaștere         | 1915        | [ 28 ]               |
| Caudron G.6                | Franța  | recunoaștere         | 1916        | [ 29 ]               |
| Caudron C.21               | Franța  | bombardier de noapte | 1917        | [ 30 ]               |
| Caudron C.22               | Franța  | bombardier           | 1917        | [ 31 ]               |
| Caudron C.23               | Franța  | bombardier de noapte | 1918        | [ 32 ]               |
| Caudron O2                 | Franța  | avion de vânătoare   | 1917        | [ 33 ]               |
| Caudron R.4                | Franța  | recunoaștere         | 1915        | [ 34 ]               |
| Caudron R.11               | Franța  | recunoaștere         | 1916        | [ 35 ]               |
| Caudron R.12               | Franța  | recunoaștere         | 1918        |                      |
| Caudron R.14               | Franța  | recunoaștere         | 1918        | [ 36 ]               |
| Coutois-Suffit Lescop C1   | Franța  | avion de vânătoare   | 1918        | [ 37 ]               |
| De Bruyère C 1             | Franța  | avion de vânătoare   | 1917        | [ 38 ]               |
| Deperdussin TT             | Franța  | recunoaștere         | 1912        | [ 39 ]               |
| Deperdussin Monocoque      | Franța  | recunoaștere         | 1912        | [ 40 ]               |
| Descamps 27                | Franța  | avion de vânătoare   | 1918        | [ 41 ]               |
| Donnet-Denhaut flying boat | Franța  | hidroavion           | 1915        | [ 42 ]               |
| Dorand AR                  | Franța  | recunoaștere         | 1917        | [ 43 ]               |
| Dorand DO.1                | Franța  | recunoaștere         | 1914        | [ 44 ]               |
| Dufaux C.1                 | Franța  | avion de vânătoare   | 1916        | [ 45 ]               |
| Farman HF.20               | Franța  | recunoaștere         | 1913        | [ 46 ]               |
| Farman HF.30               | Franța  | avion de vânătoare   | 1916        | [ 47 ]               |
| Farman MF.7                | Franța  | antrenament          | 1913        | [ 48 ]               |
| Farman MF.11               | Franța  | recunoaștere         | 1914        | [ 49 ]               |
| Farman MF.12               | Franța  | recunoaștere         | 1914        | [ 50 ]               |
| Farman F.31                | Franța  | avion de vânătoare   | 1918        | [ 51 ]               |
| Farman F.40                | Franța  | recunoaștere         | 1915        | [ 52 ]               |
| Farman F.50                | Franța  | bombardier           | 1918        | [ 53 ]               |
| FBA Type A                 | Franța  | hidroavion           | 1913        | [ 54 ]               |
| FBA Type B                 | Franța  | hidroavion           | 1914        | [ 55 ]               |
| FBA Type C                 | Franța  | hidroavion           | 1915        | [ 56 ]               |
| FBA Type D                 | Franța  | avion de vânătoare   | 1916        | [ 57 ]               |
| FBA Type H                 | Franța  | hidroavion           | 1915        | [ 58 ]               |
| FBA Type S                 | Franța  | hidroavion           | 1917        | [ 59 ]               |
| Galvin HC                  | Franța  | avion de vânătoare   | 1919        | [ 60 ]               |
| Georges Levy G.L.40        | Franța  | recunoaștere         | 1917        | [ 61 ]               |
| Gourdou-Leseurre Type A    | Franța  | avion de vânătoare   | 1918        | [ 62 ]               |
| Hanriot HD.1               | Franța  | avion de vânătoare   | 1916        | [ 63 ] [ 64 ]        |
| Hanriot HD.2               | Franța  | avion de vânătoare   | 1916        | [ 65 ]               |
| Hanriot HD.3               | Franța  | avion de vânătoare   | 1918        | [ 66 ]               |
| Letord Let.1               | Franța  | recunoaștere         | 1916        | [ 67 ]               |
| Letord Let.7               | Franța  | bombardier           | 1917        | [ 68 ]               |
| Letord Let.9               | Franța  | bombardier de noapte | 1918        | [ 69 ]               |
| Morane-Saulnier G          | Franța  | antrenament          | 1912        | [ 70 ]               |
| Morane-Saulnier H          | Franța  | antrenament          | 1913        | [ 71 ]               |
| Morane-Saulnier I          | Franța  | avion de vânătoare   | 1916        | [ 72 ]               |
| Morane-Saulnier L          | Franța  | recunoaștere         | 1914        | [ 73 ]               |
| Morane-Saulnier LA         | Franța  | recunoaștere         | 1914        | [ 73 ]               |
| Morane-Saulnier BB         | Franța  | recunoaștere         | 1915        | [ 74 ] [ 75 ]        |
| Morane-Saulnier L          | Franța  | avion de vânătoare   | 1914        | [ 73 ] [ 76 ]        |
| Morane-Saulnier N          | Franța  | avion de vânătoare   | 1914        | [ 77 ] [ 78 ]        |
| Morane-Saulnier P          | Franța  | recunoaștere         | 1916        | [ 79 ]               |
| Morane-Saulnier S          | Franța  | bombardier           | 1915        | [ 80 ]               |
| Morane-Saulnier T          | Franța  | recunoaștere         | 1916        | [ 81 ]               |
| Morane-Saulnier TRK        | Franța  | bombardier           | 1915        | [ 82 ]               |
| Morane-Saulnier V          | Franța  | avion de vânătoare   | 1916        | [ 83 ]               |
| Morane-Saulnier AC         | Franța  | avion de vânătoare   | 1916        | [ 84 ]               |
| Morane-Saulnier AF & AFH   | Franța  | avion de vânătoare   | 1917        | [ 85 ]               |
| Morane-Saulnier AI         | Franța  | avion de vânătoare   | 1917        | [ 86 ] [ 87 ]        |
| Morane-Saulnier AN         | Franța  | avion de vânătoare   | 1918        | [ 88 ]               |
| Nieuport II                | Franța  | antrenament          | 1910        | [ 89 ]               |
| Nieuport IVG & M           | Franța  | recunoaștere         | 1912        | [ 90 ]               |
| Nieuport VIM & H           | Franța  | recunoaștere         | 1913        | [ 91 ] [ 92 ]        |
| Nieuport 10                | Franța  | avion de vânătoare   | 1914        | [ 92 ] [ 93 ] [ 94 ] |
| Nieuport 11                | Franța  | avion de vânătoare   | 1915        | [ 95 ] [ 96 ] [ 97 ] |
| Nieuport 12                | Franța  | recunoaștere         | 1915        | [ 98 ]               |
| Nieuport 12bis             | Franța  | avion de vânătoare   | 1916        |                      |
| Nieuport 13                | Franța  | recunoaștere         | 1915        | [ 99 ]               |
| Nieuport 14                | Franța  | recunoaștere         | 1916        | [ 100 ]              |
| Nieuport 15                | Franța  | bombardier           | 1916        | [ 101 ]              |
| Nieuport 16                | Franța  | avion de vânătoare   | 1916        | [ 95 ] [ 96 ]        |
| Nieuport 17, 21 and 23     | Franța  | avion de vânătoare   | 1916        | [ 102 ] [ 103 ]      |
| Nieuport 20                | Franța  | recunoaștere         | 1916        | [ 104 ]              |
| Nieuport 24 and 24bis      | Franța  | avion de vânătoare   | 1917        | [ 105 ] [ 106 ]      |
| Nieuport 25                | Franța  | avion de vânătoare   | 1917        | [ 107 ]              |
| Nieuport 27                | Franța  | avion de vânătoare   | 1917        | [ 105 ] [ 108 ]      |
| Nieuport 28                | Franța  | avion de vânătoare   | 1918        | [ 109 ] [ 110 ]      |
| Nieuport-Madon             | Franța  | avion de vânătoare   | 1917        | [ 111 ]              |
| Nieuport 29                | Franța  | avion de vânătoare   | 1918        | [ 112 ] [ 113 ]      |
| Nieuport 31                | Franța  | avion de vânătoare   | 1918        | [ 114 ]              |
| Nieuport 80                | Franța  | antrenament          | 1917        | [ 115 ]              |
| Nieuport 81                | Franța  | antrenament          | 1917        | [ 116 ]              |
| Nieuport 82                | Franța  | antrenament          | 1917        | [ 117 ]              |
| Nieuport 83                | Franța  | antrenament          | 1917        | [ 118 ]              |
| Paul Schmitt PS.3          | Franța  | antrenament          | 1915        | [ 119 ]              |
| Paul Schmitt PS.7          | Franța  | bombardier           | 1915        | [ 120 ]              |
| Ponnier L.1                | Franța  | recunoaștere         | 1914        | [ 121 ]              |
| Ponnier M.1                | Franța  | avion de vânătoare   | 1915        | [ 122 ]              |
| Ponnier P.2                | Franța  | avion de vânătoare   | 1916        | [ 123 ]              |
| R.E.P. Type L Parasol      | Franța  | recunoaștere         | 1914        | [ 124 ]              |
| R.E.P. type N              | Franța  | recunoaștere         | 1912        | [ 125 ] [ 126 ]      |
| R.E.P. C.1                 | Franța  | avion de vânătoare   | 1918        | [ 127 ]              |
| Salmson-Moineau S.M.1      | Franța  | recunoaștere         | 1916        | [ 128 ]              |
| Salmson 2                  | Franța  | recunoaștere         | 1917        | [ 129 ]              |
| Salmson 3                  | Franța  | avion de vânătoare   | 1918        | [ 130 ]              |
| Salmson 4                  | Franța  | bombardier           | 1918        | [ 131 ]              |
| Salmson 5                  | Franța  | recunoaștere         | 1917        | [ 132 ]              |
| Salmson 7                  | Franța  | recunoaștere         | 1918        | [ 133 ]              |
| SEA IV                     | Franța  | avion de vânătoare   | 1918        | [ 134 ]              |
| SPAD S.A-1, 2, 3 & 4       | Franța  | avion de vânătoare   | 1915        | [ 135 ] [ 136 ]      |
| SPAD S.G                   | Franța  | avion de vânătoare   | 1916        | [ 137 ]              |
| SPAD S.VII                 | Franța  | avion de vânătoare   | 1916        | [ 138 ] [ 139 ]      |
| SPAD S.XI                  | Franța  | recunoaștere         | 1917        | [ 140 ]              |
| SPAD S.XII                 | Franța  | avion de vânătoare   | 1917        | [ 141 ] [ 142 ]      |
| SPAD S.XIII                | Franța  | avion de vânătoare   | 1917        | [ 141 ] [ 143 ]      |
| SPAD S.XIV                 | Franța  | avion de vânătoare   | 1917        | [ 144 ]              |
| SPAD S.XV                  | Franța  | avion de vânătoare   | 1917        | [ 145 ]              |
| SPAD S.XVI                 | Franța  | recunoaștere         | 1917        | [ 146 ]              |
| SPAD S.XVII                | Franța  | avion de vânătoare   | 1918        | [ 141 ] [ 147 ]      |
| SPAD S.XX                  | Franța  | avion de vânătoare   | 1918        | [ 148 ]              |
| SPAD S.XXI                 | Franța  | avion de vânătoare   | 1918        | [ 149 ]              |
| SPAD S.XXII                | Franța  | avion de vânătoare   | 1919        | [ 150 ]              |
| SPAD S.XXIV                | Franța  | avion de vânătoare   | 1918        | [ 151 ]              |
| Tellier T.3                | Franța  | hidroavion           | 1916        | [ 152 ]              |
| Tellier T.4                | Franța  | hidroavion           | 1917        | [ 153 ]              |
| Tellier T.5                | Franța  | hidroavion           | 1917        | [ 154 ]              |
| Tellier T.6                | Franța  | hidroavion           | 1917        | [ 155 ]              |
| Vendôme 1914 Monoplane     | Franța  | recunoaștere         | 1914        | [ 156 ]              |
| Vendôme A3                 | Franța  | recunoaștere         | 1916        | [ 157 ]              |
| Voisin L                   | Franța  | antrenament          | 1912        | [ 158 ]              |
| Voisin LA/3                | Franța  | recunoaștere         | 1914        | [ 159 ]              |
| Voisin LB/LBS/4/Canon      | Franța  | avion de vânătoare   | 1915        | [ 160 ]              |
| Voisin LAS/5               | Franța  | recunoaștere         | 1915        | [ 161 ]              |
| Voisin Triplane            | Franța  | bombardier           | 1915        | [ 162 ]              |
| Voisin E.28 Triplane       | Franța  | bombardier           | 1916        | [ 163 ]              |
| Voisin LC/7                | Franța  | recunoaștere         | 1916        | [ 164 ]              |
| Voisin LAP/8               | Franța  | bombardier de noapte | 1916        | [ 165 ]              |
| Voisin LC/9                | Franța  | recunoaștere         | 1917        | [ 166 ]              |
| Voisin LAR/LBR/10/E.94/11  | Franța  | bombardier           | 1917        | [ 167 ]              |
| Weymann W-1                | Franța  | avion de vânătoare   | 1915        | [ 168 ]              |
| Wibault Wib.1              | Franța  | avion de vânătoare   | 1918        | [ 169 ]              |

## Italia
| Avion/Aeronavă      | Origine | Rol(uri)           | Primul zbor | Referințe      |
| ------------------- | ------- | ------------------ | ----------- | -------------- |
| Ansaldo A.1 Balilla | Italia  | avion de vânătoare | 1917        | [ 170 ]        |
| Caproni Ca.1        | Italia  | bombardier         | 1915        |                |
| Caproni Ca.2        | Italia  | bombardier         | 1915        |                |
| Caproni Ca.3        | Italia  | bombardier         | 1915        |                |
| Caproni Ca.4        | Italia  | bombardier         | 1918        | [ 171 ]        |
| Caproni Ca.5        | Italia  | bombardier         | 1917        |                |
| Caproni Ca.20       | Italia  | avion de vânătoare | 1914        |                |
| Caproni Ca.42       | Italia  | bombardier         | 1918        | [ 172 ]        |
| Ansaldo SVA         | Italia  | recunoaștere       | 1917        | [ 173 ]        |
| Gabardini monoplane | Italia  | antrenament        | 1913        | [ 174 ]        |
| Gabardini biplane   | Italia  | antrenament        | 1914        | [ 174 ]        |
| Macchi M.3          | Italia  | hidroavion         | 1916        |                |
| Macchi M.5          | Italia  | avion de vânătoare | 1917        | [ 61 ] [ 175 ] |
| Macchi M.7          | Italia  | avion de vânătoare | 1918        | [ 175 ]        |
| Macchi M.8          | Italia  | bombardier         | 1918        | [ 176 ]        |
| Macchi M.14         | Italia  | avion de vânătoare | 1918        | [ 177 ]        |
| Pomilio Gamma       | Italia  | avion de vânătoare | 1918        | [ 177 ]        |
| Pomilio PE          | Italia  | recunoaștere       | 1917        |                |
| SAML S.2            | Italia  | recunoaștere       | 1914        |                |
| Savoia-Pomilio SP.2 | Italia  | recunoaștere       | 1916        |                |
| Savoia-Pomilio SP.3 | Italia  | recunoaștere       | 1917        |                |
| Savoia-Pomilio SP.4 | Italia  | recunoaștere       | 1917        |                |
| SIA 7               | Italia  | recunoaștere       | 1917        | [ 178 ]        |
| SIA 9               | Italia  | recunoaștere       | 1918        | [ 178 ]        |
| SIAI S.8            | Italia  | recunoaștere       | 1917        | [ 178 ]        |
| SIAI S.9            | Italia  | recunoaștere       | 1918        | [ 173 ]        |

## Japonia
| Avion/Aeronavă         | Origine | Rol(uri)     | Primul zbor | Referințe |
| ---------------------- | ------- | ------------ | ----------- | --------- |
| Yokosuka Ro-go Ko-gata | Japonia | recunoaștere | 1918        |           |

## România
| Avion/Aeronavă | Origine | Rol(uri)    | Primul zbor | Referințe |
| -------------- | ------- | ----------- | ----------- | --------- |
| A Vlaicu III   | România | antrenament | 1914        |           |

## Rusia
| Avion/Aeronavă         | Origine | Rol(uri)           | Primul zbor | Referințe |
| ---------------------- | ------- | ------------------ | ----------- | --------- |
| Anatra Anadis          | Rusia   | avion de vânătoare | 1916        | [ 179 ]   |
| Anatra D Anade         | Rusia   | recunoaștere       | 1915        | [ 180 ]   |
| Anatra DS Anasal       | Rusia   | recunoaștere       | 1916        | [ 181 ]   |
| Anatra DSS             | Rusia   | recunoaștere       | 1917        | [ 182 ]   |
| Grigorovich M-5        | Rusia   | hidroavion         | 1915        | [ 183 ]   |
| Grigorovich M-9        | Rusia   | hidroavion         | 1916        | [ 184 ]   |
| Grigorovich M-11       | Rusia   | hidroavion         | 1916        | [ 185 ]   |
| Grigorovich M-12       | Rusia   | hidroavion         | 1916        | [ 186 ]   |
| Grigorovich M-15       | Rusia   | antrenament        | 1916        | [ 186 ]   |
| Grigorovich M-20       | Rusia   | hidroavion         | 1917        | [ 187 ]   |
| Lebed VII              | Rusia   | recunoaștere       | 1914        | [ 188 ]   |
| Lebed X                | Rusia   | recunoaștere       | 1915        | [ 189 ]   |
| Lebed XI               | Rusia   | recunoaștere       | 1915        | [ 189 ]   |
| Lebed XII              | Rusia   | recunoaștere       | 1915        | [ 190 ]   |
| Mosca MB               | Rusia   | recunoaștere       | 1916        | [ 191 ]   |
| Mosca MBbis            | Rusia   | avion de vânătoare | 1916        | [ 191 ]   |
| Sikorsky S-5A          | Rusia   | recunoaștere       | 1913        | [ 192 ]   |
| Sikorsky S-10          | Rusia   | recunoaștere       | 1913        | [ 193 ]   |
| Sikorsky S-12          | Rusia   | antrenament        | 1913        | [ 194 ]   |
| Sikorsky S-16          | Rusia   | avion de vânătoare | 1916        | [ 195 ]   |
| Sikorsky S-20          | Rusia   | avion de vânătoare | 1916        | [ 196 ]   |
| Sikorsky Ilya Muromets | Rusia   | bombardier         | 1914        | [ 197 ]   |

## Regatul Unit
| Avion/Aeronavă                          | Origine      | Rol(uri)             | Primul zbor | Referințe               |
| --------------------------------------- | ------------ | -------------------- | ----------- | ----------------------- |
| 23-class airship                        | Regatul Unit | antrenament          | 1917        | [ 198 ]                 |
| AD Flying Boat                          | Regatul Unit | hidroavion           | 1916        | [ 199 ] [ 200 ]         |
| Airco DH.1                              | Regatul Unit | avion de vânătoare   | 1915        | [ 201 ]                 |
| Airco DH.2                              | Regatul Unit | avion de vânătoare   | 1915        | [ 202 ] [ 203 ]         |
| Airco DH.3                              | Regatul Unit | bombardier           | 1916        | [ 204 ]                 |
| Airco DH.4                              | Regatul Unit | bombardier           | 1917        | [ 205 ] [ 206 ]         |
| Airco DH.5                              | Regatul Unit | avion de vânătoare   | 1916        | [ 207 ] [ 208 ]         |
| Airco DH.6                              | Regatul Unit | antrenament          | 1916        | [ 209 ] [ 210 ]         |
| Airco DH.9                              | Regatul Unit | bombardier           | 1917        | [ 211 ] [ 212 ]         |
| Airco DH.9A                             | Regatul Unit | bombardier           | 1918        | [ 213 ]                 |
| Airco DH.10                             | Regatul Unit | bombardier           | 1918        | [ 214 ]                 |
| Alcock Scout                            | Regatul Unit | avion de vânătoare   | 1917        | [ 215 ]                 |
| Armstrong Whitworth F.K.3               | Regatul Unit | recunoaștere         | 1915        | [ 216 ]                 |
| Armstrong Whitworth F.K.6               | Regatul Unit | avion de vânătoare   | 1916        | [ 217 ]                 |
| Armstrong Whitworth F.K.8               | Regatul Unit | recunoaștere         | 1916        | [ 218 ]                 |
| Armstrong Whitworth F.K.10              | Regatul Unit | avion de vânătoare   | 1916        | [ 219 ] [ 220 ]         |
| Austin-Ball AFB.1                       | Regatul Unit | avion de vânătoare   | 1917        | [ 221 ]                 |
| Austin A.F.T.3 Osprey                   | Regatul Unit | avion de vânătoare   | 1918        | [ 222 ]                 |
| Avro 500/E                              | Regatul Unit | antrenament          | 1912        | [ 223 ] [ 224 ]         |
| Avro 503                                | Regatul Unit | hidroavion           | 1913        |                         |
| Avro 504                                | Regatul Unit | antrenament          | 1913        | [ 225 ] [ 226 ] [ 227 ] |
| Avro 510                                | Regatul Unit | hidroavion           | 1914        | [ 228 ]                 |
| Avro 519                                | Regatul Unit | bombardier           | 1916        | [ 228 ]                 |
| Avro 521                                | Regatul Unit | avion de vânătoare   | 1915        | [ 229 ]                 |
| Avro 529                                | Regatul Unit | bombardier           | 1917        | [ 230 ]                 |
| BAT Bantam                              | Regatul Unit | avion de vânătoare   | 1918        | [ 231 ]                 |
| Beardmore W.B.III                       | Regatul Unit | avion de vânătoare   | 1917        | [ 232 ] [ 233 ]         |
| Blackburn Kangaroo                      | Regatul Unit | bombardier           | 1918        |                         |
| Boulton & Paul Bobolink                 | Regatul Unit | avion de vânătoare   | 1918        | [ 222 ]                 |
| Bristol Boxkite                         | Regatul Unit | antrenament          | 1910        | [ 234 ] [ 235 ]         |
| Bristol Coanda Monoplanes               | Regatul Unit | antrenament          | 1912        | [ 236 ]                 |
| Bristol S.2A                            | Regatul Unit | antrenament          | 1914        | [ 237 ]                 |
| Bristol T.B.8                           | Regatul Unit | antrenament          | 1913        | [ 238 ] [ 239 ]         |
| Bristol T.T.A.                          | Regatul Unit | avion de vânătoare   | 1916        |                         |
| Bristol Scout                           | Regatul Unit | avion de vânătoare   | 1914        | [ 240 ] [ 241 ] [ 242 ] |
| Bristol F.2 Fighter                     | Regatul Unit | avion de vânătoare   | 1917        | [ 243 ] [ 244 ]         |
| Bristol M.1                             | Regatul Unit | avion de vânătoare   | 1917        | [ 245 ] [ 246 ]         |
| C Star class airship                    | Regatul Unit | aeronavă de escortă  | 1918        | [ 247 ]                 |
| Coastal class airship                   | Regatul Unit | aeronavă de escortă  | 1916        | [ 248 ]                 |
| Fairey Hamble Baby                      | Regatul Unit | hidroavion           | 1917        | [ 249 ]                 |
| Fairey Campania                         | Regatul Unit | hidroavion           | 1917        | [ 250 ]                 |
| Fairey III                              | Regatul Unit | hidroavion           | 1918        | [ 251 ] [ 252 ]         |
| Felixstowe F.1                          | Regatul Unit | hidroavion           | 19??        |                         |
| Felixstowe F.2                          | Regatul Unit | hidroavion           | 1916        |                         |
| Felixstowe F2A                          | Regatul Unit | hidroavion           | 1917        | [ 253 ] [ 254 ]         |
| Felixstowe F.3                          | Regatul Unit | hidroavion           | 1917        | [ 253 ] [ 255 ]         |
| Felixstowe F.5                          | Regatul Unit | hidroavion           | 1918        | [ 253 ]                 |
| Felixstowe Porte Baby                   | Regatul Unit | hidroavion           | 1916        | [ 256 ]                 |
| Flanders B.2                            | Regatul Unit | antrenament          | 1912        | [ 257 ]                 |
| Grahame-White Type XV                   | Regatul Unit | antrenament          | 1913        | [ 258 ] [ 259 ]         |
| Handley Page Type G                     | Regatul Unit | antrenament          | 1913        | [ 260 ]                 |
| Handley Page 0/100 and 0/400            | Regatul Unit | bombardier           | 1916        | [ 261 ] [ 262 ]         |
| Handley Page V/1500                     | Regatul Unit | bombardier           | 1918        | [ 263 ]                 |
| HMA No. 9r                              | Regatul Unit | antrenament          | 1916        | [ 264 ]                 |
| Mann Egerton Type B                     | Regatul Unit | hidroavion           | 1916        | [ 265 ]                 |
| Martinsyde G.100 & G.102 Elephant       | Regatul Unit | bombardier           | 1915        | [ 266 ] [ 267 ]         |
| Martinsyde F.3                          | Regatul Unit | avion de vânătoare   | 1917        | [ 268 ]                 |
| Martinsyde F.4 Buzzard                  | Regatul Unit | avion de vânătoare   | 1918        | [ 269 ]                 |
| Martinsyde S.1                          | Regatul Unit | recunoaștere         | 1914        | [ 270 ]                 |
| Nieuport B.N.1                          | Regatul Unit | avion de vânătoare   | 1918        | [ 222 ]                 |
| Nieuport Nighthawk                      | Regatul Unit | avion de vânătoare   | 1919        | [ 271 ]                 |
| Norman Thompson N.T.2B                  | Regatul Unit | antrenament          | 1917        | [ 272 ]                 |
| Norman Thompson N.T.4                   | Regatul Unit | hidroavion           | 1916        | [ 273 ]                 |
| NS class airship                        | Regatul Unit | aeronavă de escortă  | 1917        | [ 247 ]                 |
| Parnall Hamble Baby convert             | Regatul Unit | antrenament          | 1917        | [ 274 ]                 |
| Parnall Panther                         | Regatul Unit | recunoaștere         | 1917        | [ 275 ]                 |
| Pemberton-Billing P.B.9                 | Regatul Unit | antrenament          | 1914        | [ 276 ]                 |
| Pemberton-Billing P.B.25                | Regatul Unit | avion de vânătoare   | 1915        | [ 276 ]                 |
| Port Victoria Grain Griffin             | Regatul Unit | recunoaștere         | 1917        | [ 259 ]                 |
| R23X-class airship                      | Regatul Unit | aeronavă de patrulă  | 1918        | [ 277 ]                 |
| R31-class airship                       | Regatul Unit | aeronavă de patrulă  | 1918        | [ 278 ]                 |
| Robey-Peters Gun-Carrier                | Regatul Unit | vânător de zeppeline | 1917        |                         |
| Royal Aircraft Factory B.E.2            | Regatul Unit | recunoaștere         | 1912        | [ 279 ] [ 280 ]         |
| Royal Aircraft Factory B.E.3, 4 & 7     | Regatul Unit | recunoaștere         | 1912        | [ 281 ]                 |
| Royal Aircraft Factory B.E.8            | Regatul Unit | antrenament          | 1913        | [ 282 ] [ 283 ]         |
| Royal Aircraft Factory B.E.9            | Regatul Unit | recunoaștere         | 1915        | [ 284 ]                 |
| Royal Aircraft Factory B.E.12           | Regatul Unit | avion de vânătoare   | 1915        | [ 285 ] [ 286 ]         |
| Royal Aircraft Factory F.E.2            | Regatul Unit | bombardier           | 1915        | [ 287 ] [ 288 ]         |
| Royal Aircraft Factory F.E.4            | Regatul Unit | bombardier           | 1915        | [ 289 ]                 |
| Royal Aircraft Factory F.E.8            | Regatul Unit | avion de vânătoare   | 1916        | [ 290 ] [ 291 ]         |
| Royal Aircraft Factory F.E.9            | Regatul Unit | avion de vânătoare   | 1917        | [ 292 ]                 |
| Royal Aircraft Factory H.R.E.2          | Regatul Unit | hidroavion           | 1913        | [ 265 ]                 |
| Royal Aircraft Factory R.E.1            | Regatul Unit | recunoaștere         | 1913        | [ 293 ]                 |
| Royal Aircraft Factory R.E.5            | Regatul Unit | recunoaștere         | 1914        | [ 294 ] [ 295 ]         |
| Royal Aircraft Factory R.E.7            | Regatul Unit | bombardier           | 1915        | [ 295 ] [ 296 ]         |
| Royal Aircraft Factory R.E.8            | Regatul Unit | recunoaștere         | 1916        | [ 297 ]                 |
| Royal Aircraft Factory S.E.2            | Regatul Unit | avion de vânătoare   | 1913        | [ 298 ] [ 299 ]         |
| Royal Aircraft Factory S.E.4 & 4a       | Regatul Unit | avion de vânătoare   | 1914        | [ 300 ]                 |
| Royal Aircraft Factory S.E.5 & 5a       | Regatul Unit | avion de vânătoare   | 1917        | [ 301 ] [ 302 ]         |
| Short Bomber                            | Regatul Unit | bombardier           | 1916        | [ 303 ] [ 304 ]         |
| Short S.38                              | Regatul Unit | antrenament          | 1912        | [ 305 ]                 |
| Short S.57                              | Regatul Unit | antrenament          | 1912        | [ 306 ]                 |
| Short S.60                              | Regatul Unit | antrenament          | 1913        | [ 306 ]                 |
| Short S.81                              | Regatul Unit | experimental         | 1913        | [ 307 ]                 |
| Short Type 74                           | Regatul Unit | hidroavion           | 1914        | [ 308 ]                 |
| Short Type 81                           | Regatul Unit | antrenament          | 1913        | [ 308 ]                 |
| Short Type 135                          | Regatul Unit | bombardier           | 1914        | [ 307 ]                 |
| Short Type 166                          | Regatul Unit | hidroavion           | 1916        | [ 309 ]                 |
| Short Type 184                          | Regatul Unit | hidroavion           | 1915        | [ 310 ] [ 311 ]         |
| Short Type 320                          | Regatul Unit | hidroavion           | 1916        | [ 312 ]                 |
| Short Type 827/830                      | Regatul Unit | hidroavion           | 1914        | [ 313 ] [ 314 ]         |
| Siddeley-Deasy R.T.1                    | Regatul Unit | recunoaștere         | 1917        | [ 315 ]                 |
| Sopwith 1½ Strutter                     | Regatul Unit | recunoaștere         | 1916        | [ 316 ] [ 317 ] [ 318 ] |
| Sopwith B.1                             | Regatul Unit | bombardier           | 1917        | [ 319 ]                 |
| Sopwith Baby                            | Regatul Unit | recunoaștere         | 1915        | [ 320 ] [ 321 ] [ 322 ] |
| Sopwith Bat Boat                        | Regatul Unit | hidroavion           | 1913        | [ 323 ]                 |
| Sopwith Bulldog                         | Regatul Unit | avion de vânătoare   | 1918        |                         |
| Sopwith Camel & Ship's Camel            | Regatul Unit | avion de vânătoare   | 1917        | [ 324 ] [ 325 ] [ 326 ] |
| Sopwith Cuckoo                          | Regatul Unit | bombardier           | 1918        | [ 327 ]                 |
| Sopwith Dolphin                         | Regatul Unit | avion de vânătoare   | 1918        | [ 328 ] [ 329 ]         |
| Sopwith Dragon                          | Regatul Unit | avion de vânătoare   | 1918        | [ 222 ]                 |
| Sopwith Gunbus                          | Regatul Unit | antrenament          | 1914        | [ 330 ]                 |
| Sopwith Hippo                           | Regatul Unit | avion de vânătoare   | 1917        |                         |
| Sopwith L.R.T.Tr.                       | Regatul Unit | avion de vânătoare   | 1916        |                         |
| Sopwith Pup                             | Regatul Unit | avion de vânătoare   | 1916        | [ 331 ] [ 332 ] [ 333 ] |
| Sopwith Rhino                           | Regatul Unit | bombardier           | 1917        | [ 334 ]                 |
| Sopwith Salamander                      | Regatul Unit | bombardier           | 1918        | [ 335 ] [ 336 ]         |
| Sopwith Schneider                       | Regatul Unit | recunoaștere         | 1914        | [ 337 ]                 |
| Sopwith Snail                           | Regatul Unit | avion de vânătoare   | 1918        |                         |
| Sopwith Snapper                         | Regatul Unit | avion de vânătoare   | 1919        |                         |
| Sopwith Snark                           | Regatul Unit | avion de vânătoare   | 1919        |                         |
| Sopwith Snipe                           | Regatul Unit | avion de vânătoare   | 1918        | [ 338 ] [ 339 ]         |
| Sopwith Sociable                        | Regatul Unit | antrenament          | 1914        | [ 340 ]                 |
| Sopwith Special torpedo seaplane Type C | Regatul Unit | bombardier           | 1914        |                         |
| Sopwith Swallow                         | Regatul Unit | avion de vânătoare   | 1918        |                         |
| Sopwith Tabloid                         | Regatul Unit | recunoaștere         | 1914        | [ 341 ] [ 342 ]         |
| Sopwith Three-seater & D.1              | Regatul Unit | antrenament          | 1913        | [ 323 ]                 |
| Sopwith Triplane                        | Regatul Unit | avion de vânătoare   | 1916        | [ 343 ] [ 344 ] [ 345 ] |
| Sopwith Type 807                        | Regatul Unit | hidroavion           | 1914        | [ 330 ]                 |
| Sopwith Type 860                        | Regatul Unit | hidroavion           | 1914        | [ 346 ]                 |
| Sopwith Type 880 Spinning Jenny         | Regatul Unit | vânător de zeppeline | 1914        | [ 346 ]                 |
| SS class airship                        | Regatul Unit | aeronavă de escortă  | 1915        | [ 347 ]                 |
| SST class airship                       | Regatul Unit | aeronavă de escortă  | 1918        |                         |
| SSZ class airship                       | Regatul Unit | aeronavă de escortă  | 1916        | [ 347 ]                 |
| Tarrant Tabor                           | Regatul Unit | bombardier           | 1919        | [ 348 ]                 |
| Vickers F.B.5 & F.B.9                   | Regatul Unit | avion de vânătoare   | 1915        | [ 349 ] [ 350 ]         |
| Vickers F.B.12                          | Regatul Unit | avion de vânătoare   | 1916        | [ 351 ]                 |
| Vickers F.B.14                          | Regatul Unit | avion de vânătoare   | 1916        | [ 352 ]                 |
| Vickers F.B.19                          | Regatul Unit | avion de vânătoare   | 1916        | [ 353 ] [ 354 ]         |
| Vickers Vimy                            | Regatul Unit | bombardier           | 1918        | [ 355 ]                 |
| Westland N.1B                           | Regatul Unit | avion de vânătoare   | 1917        |                         |
| Westland Wagtail                        | Regatul Unit | avion de vânătoare   | 1918        |                         |
| Westland Weasel                         | Regatul Unit | avion de vânătoare   | 1918        |                         |
| White and Thompson No. 3                | Regatul Unit | hidroavion           | 1914        | [ 356 ]                 |
| White & Thompson N.T.3 Bognor Bloater   | Regatul Unit | recunoaștere         | 1915        | [ 356 ]                 |
| Wight Converted Seaplane                | Regatul Unit | hidroavion           | 1916        | [ 357 ]                 |
| Wight Pusher Seaplane                   | Regatul Unit | hidroavion           | 1914        | [ 358 ]                 |
| Wight Type 840                          | Regatul Unit | hidroavion           | 1915        | [ 358 ]                 |

## Statele Unite ale Americii
| Avion/Aeronavă                   | Origine          | Rol(uri)            | Primul zbor | Referințe               |
| -------------------------------- | ---------------- | ------------------- | ----------- | ----------------------- |
| Aeromarine 39                    | SUA              | antrenament         | 1917        | [ 359 ] [ 360 ]         |
| Aeromarine 40                    | SUA              | antrenament         | 1918        | [ 361 ]                 |
| Aeromarine 700                   | SUA              | bombardier          | 1917        | [ 361 ]                 |
| B-class blimp                    | SUA              | aeronavă de escortă | 1917        | [ 362 ]                 |
| Boeing Model C                   | SUA              | antrenament         | 1917        | [ 363 ]                 |
| Burgess HT-2 Speed Scout         | SUA              | recunoaștere        | 1917        | [ 364 ]                 |
| Burgess Model S                  | SUA              | antrenament         | 1917        | [ 364 ]                 |
| Burgess Gunbus                   | SUA              | recunoaștere        | 1914        | [ 365 ]                 |
| C-class blimp                    | SUA              | aeronavă de escortă | 1918        | [ 366 ]                 |
| Curtiss Model E                  | SUA              | antrenament         | 1911        | [ 367 ]                 |
| Curtiss Model F                  | SUA              | antrenament         | 1912        | [ 368 ]                 |
| Curtiss Model H                  | SUA              | hidroavion          | 1916        | [ 369 ] [ 370 ]         |
| Curtiss Model K                  | SUA              | hidroavion          | 1915        |                         |
| Curtiss Model R                  | SUA              | recunoaștere        | 1915        | [ 371 ] [ 372 ]         |
| Curtiss HA Dunkirk fighter       | SUA              | avion de vânătoare  | 1918        | [ 373 ]                 |
| Curtiss HS                       | SUA              | hidroavion          | 1917        | [ 369 ] [ 374 ]         |
| Curtiss JN-4                     | SUA              | antrenament         | 1915        | [ 375 ] [ 376 ]         |
| Curtiss F-5L                     | SUA              | hidroavion          | 1918        | [ 377 ]                 |
| Curtiss MF                       | SUA              | antrenament         | 1918        | [ 378 ]                 |
| Curtiss 18                       | SUA              | avion de vânătoare  | 1918        | [ 379 ] [ 380 ]         |
| Engineering Division USD-9       | SUA/Regatul Unit | bombardier          | 1918        |                         |
| Gallaudet D-4                    | SUA              | recunoaștere        | 1918        | [ 381 ] [ 382 ]         |
| Heinrich Pursuit                 | SUA              | avion de vânătoare  | 1917        | [ 177 ]                 |
| Loening M-8                      | SUA              | avion de vânătoare  | 1918        | [ 383 ] [ 384 ]         |
| Lowe, Willard & Fowler model V   | SUA              | antrenament         | 1916        | [ 385 ]                 |
| Lowe, Willard & Fowler model G   | SUA              | bombardier          | 1918        | [ 386 ]                 |
| Martin MB-1                      | SUA              | bombardier          | 1918        | [ 387 ]                 |
| Martin S                         | SUA              | recunoaștere        | 1915        | [ 388 ]                 |
| Orenco B                         | SUA              | avion de vânătoare  | 1918        | [ 389 ]                 |
| Packard-Le Père LUSAC-11         | SUA              | avion de vânătoare  | 1918        | [ 390 ] [ 391 ]         |
| Standard E-1                     | SUA              | avion de vânătoare  | 1917        | [ 392 ] [ 393 ]         |
| Standard H-3                     | SUA              | antrenament         | 1916        | [ 394 ] [ 395 ]         |
| Standard H-4-H                   | SUA              | antrenament         | 1917        | [ 395 ]                 |
| Standard J                       | SUA              | antrenament         | 1916        | [ 396 ]                 |
| Sturtevant S                     | SUA              | antrenament         | 1916        | [ 397 ]                 |
| Thomas Brothers T-2/SH-4         | SUA              | antrenament         | 1914        | [ 398 ] [ 399 ] [ 400 ] |
| Thomas-Morse MB-2                | SUA              | avion de vânătoare  | 1918        | [ 177 ]                 |
| Thomas-Morse S-4                 | SUA              | antrenament         | 1917        | [ 399 ] [ 401 ]         |
| Thomas-Morse S-5                 | SUA              | recunoaștere        | 1917        | [ 402 ]                 |
| US DeHavilland USD.4             | SUA/Regatul Unit | bombardier          | 1918        | [ 403 ] [ 404 ]         |
| Vought VE-7                      | SUA              | antrenament         | 1917        | [ 405 ] [ 406 ]         |
| Wittemann-Lewis Training Tractor | SUA              | antrenament         | 1918        | [ 407 ]                 |
| Wright-Martin Model R            | SUA              | antrenament         | 1917        | [ 408 ]                 |
| Wright-Martin Model V            | SUA              | antrenament         | 1917        | [ 408 ] [ 409 ]         |
| Wright Model C                   | SUA              | antrenament         | 1912        | [ 410 ]                 |
| Wright Model G Aeroboat          | SUA              | antrenament         | 1913        | [ 410 ]                 |
| Wright Model K                   | SUA              | antrenament         | 1915        | [ 399 ]                 |

### Citate
1. ↑  Thetford, 1994, p.416
2. ↑  Bowers, 1979, p.154
3. ↑  Davilla, 1997, p.46
4. ↑  Swanborough, 1976, p.584
5. ↑  Davilla, 1997, p.47
6. ↑  Davilla, 1997, pp.48-49
7. ↑  Davilla, 1997, pp.49-50
8. ↑  Davilla, 1997, pp.51-52
9. ↑  Davilla, 1997, p.53
10. ↑  Davilla, 1997, pp.54-61
11. ↑  Davilla, 1997, p.62
12. ↑  Davilla, 1997, pp.66-68
13. ↑  Davilla, 1997, pp.79-81
14. ↑  Davilla, 1997, p.76
15. ↑  Davilla, 1997, pp.77-78
16. ↑  Davilla, 1997, pp.86-87
17. ↑  Davilla, 1997, p.85
18. ↑  Davilla, 1997, pp.88-89
19. ↑  Davilla, 1997, pp.95-98
20. ↑  Davilla, 1997, pp.99-100
21. ↑  Davilla, 1997, pp.101-126
22. ↑  Davilla, 1997, pp.126-128
23. ↑  Davilla, 1997, pp.129-131
24. ↑  Davilla, 1997, pp.141-142
25. ↑  Davilla, 1997, p.142
26. ↑  Davilla, 1997, pp.142-149
27. ↑  Davilla, 1997, pp.149-156
28. ↑  Davilla, 1997, pp.156-157
29. ↑  Davilla, 1997, pp.158-162
30. ↑  Davilla, 1997, pp.170-171
31. ↑  Davilla, 1997, pp.171-172
32. ↑  Davilla, 1997, pp.173-174
33. ↑  Davilla, 1997, p.175
34. ↑  Davilla, 1997, pp.163-166
35. ↑  Davilla, 1997, pp.167-169
36. ↑  Davilla, 1997, p.170
37. ↑  Davilla, 1997, p.178
38. ↑  „De Bruyere C.1”. flyingmachines.ru. Their Flying Machines. Accesat în 10 iulie 2015.
39. ↑  Davilla, 1997, pp.185-188
40. ↑  Davilla, 1997, pp.184-185
41. ↑  Davilla, 1997, pp.188-189
42. ↑  Davilla, 1997, pp.192-197
43. ↑  Davilla, 1997, pp.37-46
44. ↑  Davilla, 1997, pp.198-199
45. ↑  Davilla, 1997, pp.202-203
46. ↑  Davilla, 1997, pp.207-212
47. ↑  Davilla, 1997, pp.245-246
48. ↑  Davilla, 1997, pp.219-222
49. ↑  Davilla, 1997, pp.222-232
50. ↑  Davilla, 1997, p.232
51. ↑  Davilla, 1997, pp.249-250
52. ↑  Davilla, 1997, pp.233-241
53. ↑  Davilla, 1997, pp.251-254
54. ↑  Davilla, 1997, p.257
55. ↑  Davilla, 1997, pp.258-259
56. ↑  Davilla, 1997, pp.259-260
57. ↑  Davilla, 1997, p.264
58. ↑  Davilla, 1997, pp.260-262
59. ↑  Davilla, 1997, p.263
60. ↑  Davilla, 1997, p.265
61. 1 2  Swanborough, 1976, p.522
62. ↑  Davilla, 1997, pp.266-269
63. ↑  Lamberton, 1960, pp.82-83
64. ↑  Davilla, 1997, pp.270-272
65. ↑  Davilla, 1997, pp.273-275
66. ↑  Davilla, 1997, pp.275-277
67. ↑  Davilla, 1997, pp.290-294
68. ↑  Davilla, 1997, p.297
69. ↑  Davilla, 1997, p.298
70. ↑  Davilla, 1997, pp.309-311
71. ↑  Davilla, 1997, pp.312-313
72. ↑  Davilla, 1997, pp.313-314
73. 1 2 3  Davilla, 1997, pp.314-320
74. ↑  Davilla, 1997, pp.345-348
75. ↑  Thetford, 1994, p.443
76. ↑  Lamberton, 1960, pp.86-87
77. ↑  Lamberton, 1960, pp.88-89
78. ↑  Davilla, 1997, pp.321-323
79. ↑  Davilla, 1997, pp.323-326
80. ↑  Davilla, 1997, p.327
81. ↑  Davilla, 1997, pp.328-329
82. ↑  Davilla, 1997, pp.329-330
83. ↑  Davilla, 1997, pp.331-332
84. ↑  Davilla, 1997, pp.332-335
85. ↑  Davilla, 1997, pp.335-337
86. ↑  Lamberton, 1960, pp.84-85
87. ↑  Davilla, 1997, pp.337-340
88. ↑  Davilla, 1997, pp.341-345
89. ↑  Davilla, 1997, p.351
90. ↑  Davilla, 1997, pp.350-352
91. ↑  Davilla, 1997, pp.352-355
92. 1 2  Thetford, 1994, p.444
93. ↑  Lamberton, 1960, pp.90-91
94. ↑  Davilla, 1997, pp.355-359
95. 1 2  Lamberton, 1960, pp.92-93
96. 1 2  Davilla, 1997, pp.360-365
97. ↑  Thetford, 1994, p.445
98. ↑  Davilla, 1997, pp.365-369
99. ↑  Davilla, 1997, p.374
100. ↑  Davilla, 1997, pp.374-376
101. ↑  Davilla, 1997, pp.376-377
102. ↑  Lamberton, 1960, pp.94-95
103. ↑  Davilla, 1997, pp.379-392
104. ↑  Davilla, 1997, pp.387-388
105. 1 2  Lamberton, 1960, pp.96-97
106. ↑  Davilla, 1997, pp.392-398
107. ↑  Davilla, 1997, pp.399
108. ↑  Davilla, 1997, pp.400-404
109. ↑  Lamberton, 1960, pp.98-99
110. ↑  Davilla, 1997, pp.405-408
111. ↑  Davilla, 1997, pp.410-411
112. ↑  Lamberton, 1960, pp.100-101
113. ↑  Davilla, 1997, pp.412-415
114. ↑  Davilla, 1997, pp.419-420
115. ↑  Davilla, 1997, pp.416-417
116. ↑  Davilla, 1997, pp.417
117. ↑  Davilla, 1997, pp.418
118. ↑  Davilla, 1997, pp.418-419
119. ↑  Davilla, 1997, pp.451-453
120. ↑  Davilla, 1997, pp.454-456
121. ↑  Davilla, 1997, pp.422-423
122. ↑  Davilla, 1997, pp.423-426
123. ↑  Davilla, 1997, pp.426-427
124. ↑  Thetford, 1994, p.
125. ↑  Davilla, 1997, pp.430-431
126. ↑  Thetford, 1994, p.452
127. ↑  Davilla, 1997, pp.433-434
128. ↑  Davilla, 1997, pp.435-438
129. ↑  Davilla, 1997, pp.439-446
130. ↑  Davilla, 1997, pp.446-447
131. ↑  Davilla, 1997, pp.447-448
132. ↑  Davilla, 1997, pp.449
133. ↑  Davilla, 1997, pp.450-451
134. ↑  Davilla, 1997, pp.460-462
135. ↑  Lamberton, 1960, pp.102-103
136. ↑  Davilla, 1997, pp.474-479
137. ↑  Davilla, 1997, pp.482-483
138. ↑  Lamberton, 1960, pp.104-105
139. ↑  Davilla, 1997, pp.4485-494
140. ↑  Davilla, 1997, pp.494-499
141. 1 2 3  Lamberton, 1960, pp.106-107
142. ↑  Davilla, 1997, pp.500-501
143. ↑  Davilla, 1997, pp.501-511
144. ↑  Davilla, 1997, pp.511-514
145. ↑  Davilla, 1997, pp.514-515
146. ↑  Davilla, 1997, pp.515-520
147. ↑  Davilla, 1997, pp.521-522
148. ↑  Davilla, 1997, pp.524-526
149. ↑  Davilla, 1997, pp.526-527
150. ↑  Davilla, 1997, pp.527-528
151. ↑  Davilla, 1997, p.528
152. ↑  Davilla, 1997, pp.529-531
153. ↑  Davilla, 1997, pp.532-533
154. ↑  Davilla, 1997, pp.534-535
155. ↑  Davilla, 1997, pp.535-536
156. ↑  Davilla, 1997, p.539
157. ↑  Davilla, 1997, pp.539-540
158. ↑  Davilla, 1997, p.542
159. ↑  Davilla, 1997, pp.544-550
160. ↑  Davilla, 1997, pp.550-552
161. ↑  Davilla, 1997, pp.552-556
162. ↑  Davilla, 1997, p.552
163. ↑  Davilla, 1997, pp.557-558
164. ↑  Davilla, 1997, p.557
165. ↑  Davilla, 1997, pp.559-561
166. ↑  Davilla, 1997, p.562
167. ↑  Davilla, 1997, pp.563-566
168. ↑  Davilla, 1997, p.571
169. ↑  Davilla, 1997, pp.572-573
170. ↑  Lamberton, 1960, pp.170-171
171. ↑  Taylor, 2001, p.201
172. ↑  Thetford, 1994, p.415
173. 1 2  Taylor, 2001, p.208
174. 1 2  Taylor, 2001, pp.202-203
175. 1 2  Lamberton, 1960, pp.174-175
176. ↑  Swanborough, 1976, p.523
177. 1 2 3 4  Lamberton, 1960, p.202
178. 1 2 3  Taylor, 2001, p.207
179. ↑  Durkota, 1995, pp.342-343
180. ↑  Durkota, 1995, pp.338-340
181. ↑  Durkota, 1995, pp.341-342
182. ↑  Durkota, 1995, p.342
183. ↑  Durkota, 1995, pp.271-275
184. ↑  Durkota, 1995, pp.276-278
185. ↑  Durkota, 1995, pp.279-280
186. 1 2  Durkota, 1995, p.280
187. ↑  Durkota, 1995, pp.282-283
188. ↑  Durkota, 1995, pp.360-362
189. 1 2  Durkota, 1995, p.363
190. ↑  Durkota, 1995, pp.366-370
191. 1 2  Durkota, 1995, pp.332-333
192. ↑  Durkota, 1995, p.296
193. ↑  Durkota, 1995, pp.296-297
194. ↑  Durkota, 1995, p.302
195. ↑  Durkota, 1995, p.303
196. ↑  Durkota, 1995, p.306
197. ↑  Durkota, 1995, pp.311-326
198. ↑  Thetford, 1994, pp.481-482
199. ↑  Bruce, 1982, p.589
200. ↑  Thetford, 1994, p.396
201. ↑  Bruce, 1982, pp.38-41
202. ↑  Lamberton, 1960, pp.40-41
203. ↑  Bruce, 1982, pp.41-46
204. ↑  Bruce, 1982, pp.46-49
205. ↑  Bruce, 1982, pp.49-61
206. ↑  Thetford, 1994, pp.93-94
207. ↑  Lamberton, 1960, pp.42-43
208. ↑  Bruce, 1982, pp.61-66
209. ↑  Bruce, 1982, pp.66-71
210. ↑  Thetford, 1994, pp.95-96
211. ↑  Bruce, 1982, pp.72-78
212. ↑  Thetford, 1994, pp.97-98
213. ↑  Bruce, 1982, pp.78-83
214. ↑  Bruce, 1982, pp.83-88
215. ↑  Thetford, 1994, p.397
216. ↑  Bruce, 1982, pp.93-99
217. ↑  Bruce, 1982, p.106
218. ↑  Bruce, 1982, pp.100-105
219. ↑  Bruce, 1982, pp.106-109
220. ↑  Thetford, 1994, p.398
221. ↑  Lamberton, 1960, pp.24-25
222. 1 2 3 4  Bruce, 1982, p.548
223. ↑  Bruce, 1982, pp.110-112
224. ↑  Thetford, 1994, p.400
225. ↑  Lamberton, 1960, pp.26-27
226. ↑  Bruce, 1982, pp.112-120
227. ↑  Thetford, 1994, pp.31-36
228. 1 2  Thetford, 1994, p.401
229. ↑  Bruce, 1982, pp.120-122
230. ↑  Bruce, 1982, p.84
231. ↑  Lamberton, 1960, pp.28-29
232. ↑  Lamberton, 1960, p.193
233. ↑  Thetford, 1994, pp.41-42
234. ↑  Bruce, 1982, pp.148-151
235. ↑  Thetford, 1994, p.410
236. ↑  Bruce, 1982, pp.153-156
237. ↑  Bruce, 1982, pp.168-169
238. ↑  Bruce, 1982, pp.156-158
239. ↑  Thetford, 1994, p.411
240. ↑  Lamberton, 1960, pp.36-37
241. ↑  Bruce, 1982, pp.161-167
242. ↑  Thetford, 1994, pp.66-67
243. ↑  Lamberton, 1960, pp.32-33
244. ↑  Bruce, 1982, pp.169-180
245. ↑  Lamberton, 1960, pp.34-35
246. ↑  Bruce, 1982, pp.180-184
247. 1 2  Thetford, 1994, p.480
248. ↑  Thetford, 1994, p.479
249. ↑  Thetford, 1994, pp.117-118
250. ↑  Thetford, 1994, pp.119-120
251. ↑  Bruce, 1982, p.284
252. ↑  Thetford, 1994, pp.121-124 & 427
253. 1 2 3  Bruce, 1982, pp.80 & 82
254. ↑  Thetford, 1994, pp.198-203
255. ↑  Thetford, 1994, pp.204-205
256. ↑  Thetford, 1994, p.450
257. ↑  Bruce, 1982, pp.574
258. ↑  Bruce, 1982, pp.259-261
259. 1 2  Thetford, 1994, p.433
260. ↑  Thetford, 1994, p.435
261. ↑  Bruce, 1982, pp.261-268
262. ↑  Thetford, 1994, pp.230-231
263. ↑  Bruce, 1982, p.457
264. ↑  Thetford, 1994, p.481
265. 1 2  Thetford, 1994, p.438
266. ↑  Lamberton, 1960, pp.50-51
267. ↑  Bruce, 1982, pp.276-280
268. ↑  Bruce, 1982, pp.280-285
269. ↑  Bruce, 1982, pp.282-285
270. ↑  Bruce, 1982, pp.272-276
271. ↑  Bruce, 1982, p.541
272. ↑  Thetford, 1994, p.446
273. ↑  Thetford, 1994, pp.274-275
274. ↑  Thetford, 1994, p.447
275. ↑  Thetford, 1994, pp.276-277
276. 1 2  Thetford, 1994, p.449
277. ↑  Thetford, 1994, p.483
278. ↑  Thetford, 1994, p.484
279. ↑  Bruce, 1982, pp.344-354
280. ↑  Thetford, 1994, pp.39-40 & 402-403
281. ↑  Bruce, 1982, pp.370-376
282. ↑  Bruce, 1982, pp.377-381
283. ↑  Thetford, 1994, p.403
284. ↑  Bruce, 1982, pp.381-385
285. ↑  Lamberton, 1960, pp.30-31
286. ↑  Bruce, 1982, pp.385-397
287. ↑  Lamberton, 1960, pp.44-45
288. ↑  Bruce, 1982, pp.397-430
289. ↑  Bruce, 1982, pp.426-430
290. ↑  Lamberton, 1960, pp.46-47
291. ↑  Bruce, 1982, pp.431-436
292. ↑  Bruce, 1982, pp.436-440
293. ↑  Bruce, 1982, pp.440-444
294. ↑  Bruce, 1982, pp.444-451
295. 1 2  Thetford, 1994, p.451
296. ↑  Bruce, 1982, pp.451-458
297. ↑  Bruce, 1982, pp.458-464
298. ↑  Lamberton, 1960, pp.54-55
299. ↑  Bruce, 1982, pp.464-468
300. ↑  Bruce, 1982, pp.468-471
301. ↑  Lamberton, 1960, pp.56-57
302. ↑  Bruce, 1982, pp.471-481
303. ↑  Bruce, 1982, pp.489-490
304. ↑  Thetford, 1994, pp.286-287
305. ↑  Thetford, 1994, p.455
306. 1 2  Thetford, 1994, p.456
307. 1 2  Thetford, 1994, p.458
308. 1 2  Thetford, 1994, p.457
309. ↑  Thetford, 1994, p.459
310. ↑  Bruce, 1982, p.489
311. ↑  Thetford, 1994, pp.280-285
312. ↑  Thetford, 1994, pp.290-291
313. ↑  Bruce, 1982, pp.487-488
314. ↑  Thetford, 1994, pp.288-289
315. ↑  Bruce, 1982, p.462
316. ↑  Lamberton, 1960, pp.70-71
317. ↑  Bruce, 1982, pp.499-509
318. ↑  Thetford, 1994, pp.300-305
319. ↑  Thetford, 1994, p.467
320. ↑  Lamberton, 1960, pp.58-59
321. ↑  Bruce, 1982, p.89
322. ↑  Thetford, 1994, pp.298-299
323. 1 2  Thetford, 1994, p.463
324. ↑  Lamberton, 1960, pp.60-61
325. ↑  Bruce, 1982, pp.522-535
326. ↑  Thetford, 1994, pp.314-317
327. ↑  Thetford, 1994, pp.318-319
328. ↑  Lamberton, 1960, pp.62-63
329. ↑  Bruce, 1982, pp.535-544
330. 1 2  Thetford, 1994, p.465
331. ↑  Lamberton, 1960, pp.64-65
332. ↑  Bruce, 1982, pp.512-519
333. ↑  Thetford, 1994, pp.306-311
334. ↑  Bruce, 1982, p.177
335. ↑  Lamberton, 1960, pp.66-67
336. ↑  Bruce, 1982, pp.550-552
337. ↑  Thetford, 1994, pp.296-297
338. ↑  Lamberton, 1960, pp.68-69
339. ↑  Bruce, 1982, pp.544-549
340. ↑  Thetford, 1994, p.464
341. ↑  Bruce, 1982, pp.493-498
342. ↑  Thetford, 1994, pp.294-295
343. ↑  Lamberton, 1960, pp.74-75
344. ↑  Bruce, 1982, pp.519-521
345. ↑  Thetford, 1994, pp.312-313
346. 1 2  Thetford, 1994, p.466
347. 1 2  Thetford, 1994, p.478
348. ↑  Bruce, 1982, p.195
349. ↑  Lamberton, 1960, pp.76-77
350. ↑  Bruce, 1982, pp.569-573, 582-584
351. ↑  Bruce, 1982, pp.585-590
352. ↑  Bruce, 1982, pp.590-596
353. ↑  Lamberton, 1960, pp.80-81
354. ↑  Bruce, 1982, pp.597-601
355. ↑  Bruce, 1982, pp.602-605
356. 1 2  Thetford, 1994, p.474
357. ↑  Thetford, 1994, pp.392-393
358. 1 2  Thetford, 1994, p.475
359. ↑  Taylor, 2001, p.231
360. ↑  Swanborough, 1976, pp.40-41
361. 1 2  Swanborough, 1976, p.465
362. ↑  Swanborough, 1976, pp.571-572
363. ↑  Swanborough, 1976, pp.64-65
364. 1 2  Swanborough, 1976, p.473
365. ↑  Thetford, 1994, p.414
366. ↑  Swanborough, 1976, pp.572-573
367. ↑  Swanborough, 1976, pp.107-110
368. ↑  Swanborough, 1976, pp.111-113
369. 1 2  Taylor, 2001, p.237
370. ↑  Swanborough, 1976, pp.122-124
371. ↑  Taylor, 2001, p.236
372. ↑  Swanborough, 1976, pp.114-115 & 119-121
373. ↑  Swanborough, 1976, p.481
374. ↑  Swanborough, 1976, pp.125-127
375. ↑  Taylor, 2001, pp.235-236
376. ↑  Swanborough, 1976, pp.116-118
377. ↑  Swanborough, 1976, pp.130-132
378. ↑  Swanborough, 1976, pp.128-129
379. ↑  Taylor, 2001, p.235
380. ↑  Swanborough, 1976, pp.133-135
381. ↑  Taylor, 2001, p.239
382. ↑  Swanborough, 1976, p.494
383. ↑  Taylor, 2001, p.240
384. ↑  Swanborough, 1976, pp.315-317
385. ↑  Taylor, 2001, p.241
386. ↑  Taylor, 2001, pp.241-242
387. ↑  Taylor, 2001, pp.242-243
388. ↑  Swanborough, 1976, p.509
389. ↑  Taylor, 2001, p.243
390. ↑  Lamberton, 1960, pp.8-9
391. ↑  Taylor, 2001, p.244
392. ↑  Lamberton, 1960, pp.10-11
393. ↑  Taylor, 2001, p.247
394. ↑  Taylor, 2001, p.245
395. 1 2  Swanborough, 1976, p.528
396. ↑  Taylor, 2001, pp.245-246
397. ↑  Swanborough, 1976, p.530
398. ↑  Taylor, 2001, p.249 & p.251
399. 1 2 3  Swanborough, 1976, p.531
400. ↑  Thetford, 1994, p.469
401. ↑  Lamberton, 1960, pp.12-13
402. ↑  Swanborough, 1976, p.532
403. ↑  Taylor, 2001, p.238
404. ↑  Swanborough, 1976, pp.171-173
405. ↑  Taylor, 2001, p.252
406. ↑  Swanborough, 1976, pp.428-431
407. ↑  Taylor, 2001, p.253
408. 1 2  Swanborough, 1976, p.510
409. ↑  Taylor, 2001, p.254
410. 1 2  Swanborough, 1976, p.536